# Джандарський район
Джандарський район (до 1992 року — Свердловський район; узб. Жондор тумани, Jondor tumani) — район у Бухарській області Узбекистану. Розташований у центральній частині області. Утворений 9 січня 1967 року. Центр — міське селище Жондор.